# Домен (біологія)

Співвідношення основних таксономічних рангів

В сучасній біологічній класифікації доме́н (іноді надцарство, лат. domain) — таксономічна категорія найвищого рангу, що включає декілька царств (в деяких, особливо застарілих, системах біологічної класифікації царство розглядають як найвищий ранг).

Філогенетичне дерево живих організмів, засноване на даних аналізу послідовності рРНК, що показує поділ живих організмів на домени Бактерій, Архей і Еукаріот.

Термін 1990 року запропонував Карл Воуз, який розділив всі живі організми за системою трьох доменів:
- Археї (Archaea)
- Бактерії (Bacteria)
- Еукаріоти (Eukaryota)

Найважливішою відмінністю від попередніх систем було те, що Прокаріоти були розділені на дві групи (Археї і Бактерії), кожна з яких була рівнозначна Еукаріотам. Зараз ця система набула широкого розповсюдження і вважається загальновизнаною.
Крім цієї системи зараз обмежене використання все ще мають дві дещо застарілі системи груп вищого рангу, а саме:
- Система двох імперій, в якій живі організми поділяються на дві імперії (або надцарства): Еукаріот (Eukaryota) і Прокаріот (Prokaryota), причому останні відповідають археям і бактеріям системи Воуза.
- Система п'яти царств (які розглядаються як таксони найвищого рангу): Прокаріоти (Prokaryota або Monera), Протисти (Protista), Гриби (Fungi), Рослини (Plantae) і Тварини (Animalia), причому останні чотири царства відповідають імперії або домену еукаріот.